# Pegaso (torpediniera)
La Pegaso è stata una torpediniera o avviso scorta della Regia Marina.

## Storia
Nel suo iniziale periodo di servizio la nave subì una riclassificazione: già nel 1938, infatti, anno della sua entrata in servizio, la nave, inizialmente classificata avviso scorta, subì la riclassificazione a torpediniera.
Alla data dell'ingresso dell'Italia nella seconda guerra mondiale (10 giugno 1940) la Pegaso faceva parte della VI Squadriglia Torpediniere di base a Napoli, che formava insieme alle gemelle Orsa, Procione ed Orione. Successivamente la formazione prese nome di XIV Squadriglia od IV Squadriglia.
Essendo, con le tre unità gemelle, una delle pochissime navi della Regia Marina appositamente progettate per il compito di scorta ai convogli (ed essendo in grado di trascorrere lunghi periodi in mare), durante il conflitto la nave ebbe intenso impiego sulle rotte per il Nordafrica.
Il 2 luglio 1940 Procione, Orsa, Orione e Pegaso scortarono da Tripoli a Napoli (navigazione di ritorno) l’Esperia ed il Victoria.
Il 6 luglio 1940 la Pegaso prese parte alla scorta del primo convoglio di grosse dimensioni per la Libia (operazione denominata «TCM»): salpato da Napoli alle 19.45, il convoglio era formato dai trasporti truppe Esperia e Calitea (che trasportavano rispettivamente 1571 e 619 militari) e dalle moderne motonavi da carico Marco Foscarini, Francesco Barbaro – quest'ultima aggiuntasi il 7 luglio proveniente da Catania con la scorta delle torpediniere Abba e Pilo – e Vettor Pisani (il cui carico constava in tutto di 232 veicoli, 5720 t di combustibili e lubrificanti e 10.445 t di altri materiali); insieme alle quattro unità della XIV Squadriglia Torpediniere scortavano il convoglio anche gli incrociatori leggeri Bande Nere e Colleoni e la X Squadriglia Cacciatorpediniere (Maestrale, Grecale, Libeccio, Scirocco). Le navi giunsero indenni a Bengasi, porto di arrivo, l'8 luglio.
Alle sei del mattino del 19 luglio la Pegaso, con le unità della propria squadriglia, lasciò Bengasi per scortare sulla rotta di ritorno verso Napoli un convoglio composto dai mercantili Esperia, Calitea, Marco Foscarini, Francesco Barbaro e Vettor Pisani: il convoglio arrivò indenne nel porto partenopeo, poco dopo la mezzanotte del 21 luglio.
Il 27 luglio Procione, Orsa, Orione e Pegaso funsero da scorta di un convoglio in navigazione da Napoli a Tripoli nel corso dell'operazione «Trasporto Veloce Lento» (il convoglio era formato dai mercantili Maria Eugenia, Gloriastella, Mauly, Bainsizza, Col di Lana, Francesco Barbaro e Città di Bari): rinforzate nella scorta dall'arrivo dei cacciatorpediniere Maestrale, Grecale, Libeccio e Scirocco, le unità giunsero in porto senza danni il 1º agosto, eludendo anche un attacco da parte del sommergibile britannico Oswald (attacco effettuato il 30 luglio).
Tra il 1940 ed il 1941 la Pegaso, così come le unità gemelle, venne sottoposta a lavori in seguito ai quali vennero eliminate le 8 mitragliere da 13,2 mm, rimpiazzate da altrettante armi da 20/65 mm.
Il 4 gennaio 1941 la Pegaso venne attaccata da aerosiluranti britannici mentre, partita da Tripoli, scortava i trasporti Ezilda Croce e Pallade al largo di Capo Bon: la nave italiana scampò indenne gli attacchi, arrivando poi a Palermo (5 gennaio) e quindi Napoli (9 gennaio).
Dal 1° al 3 marzo Pegaso, Orione ed una terza torpediniera, la Clio, scortarono da Napoli a Tripoli un convoglio (piroscafi Amsterdam, Castellon, Maritza e Ruhr) carico di rifornimenti per l'Afrika Korps. Il viaggio si svolse senza problemi.
Dal 5 al 7 marzo la Pegaso e l’Orione, insieme all'incrociatore ausiliario RAMB III, scortarono il convoglio di ritorno (Tripoli-Napoli) dei piroscafi Castellon, Ruhr e Maritza.
Dal 4 al 5 maggio la nave scortò da Napoli a Tripoli, insieme ai cacciatorpediniere Vivaldi, da Noli e Malocello ed alle torpediniere Orione e Cassiopea, un convoglio composto dai trasporti truppe Victoria e Calitea e dalle motonavi merci Andrea Gritti, Barbarigo, Sebastiano Venier, Marco Foscarini ed Ankara.
Il 12 maggio la Pegaso partì da Tripoli di scorta, insieme alle torpediniere Orione e Clio, ai piroscafi Maddalena Odero e Nicolò Odero. Alle 20.30 dello stesso giorno, al largo della costa tripolina, la Pegaso bombardò con cariche di profondità un sommergibile, vedendo poi emergere una grossa chiazza di nafta: in tale attacco potrebbe essere stato affondato il sommergibile britannico Undaunted, che però potrebbe essere anche saltato su mine.
Alle 4.40 del 24 maggio salpò da Napoli di scorta, insieme al cacciatorpediniere Freccia ed alle torpediniere Procione e Orsa, ad un convoglio composto dai trasporti truppe Conte Rosso, Marco Polo, Esperia e Victoria; si aggiungeva poi la scorta indiretta della III Divisione incrociatori (Trieste e Bolzano) con i cacciatorpediniere Ascari, Corazziere e Lanciere, nonché, per un breve lasso di tempo (tornarono in porto alle 19.10), delle torpediniere Perseo, Calliope e Calatafimi. Alle 20.40 il sommergibile britannico Upholder, dopo aver avvistato il convoglio ed essersi avvicinato, lanciò due siluri: le armi centrarono il Conte Rosso, che affondò in dieci minuti, trascinando con sé 1297 uomini. La Pegaso e le altre unità della scorta provvidero al recupero dei 1432 superstiti.
Il 26 maggio salpò da Napoli per scortare a Tripoli, insieme ai cacciatorpediniere Vivaldi e Da Noli ed alle torpediniere Cigno e Procione, le motonavi Andrea Gritti, Marco Foscarini, Sebastiano Venier, Rialto, Ankara e Barbarigo; nonostante gli attacchi aerei, che danneggiarono la Foscarini e la Venier, il convoglio giunse a destinazione il 28.
Il 14 luglio scortò da Tripoli a Napoli, insieme ai cacciatorpediniere Fuciliere, Alpino e Malocello ed alle torpediniere Orsa e Procione, i trasporti Rialto, Andrea Gritti, Sebastiano Venier, Barbarigo ed Ankara: il sommergibile britannico P 33 silurò ed affondò il Barbarigo in posizione 36°27' N e 11°54' E, venendo poi gravemente danneggiato dalla reazione della scorta, mentre il resto del convoglio giunse a Napoli il 16.
Il 17 agosto 1941 appartenne, insieme ai cacciatorpediniere Freccia, Euro e Dardo ed alle torpediniere Procione e Sirtori, alla scorta di un convoglio composto dai trasporti Maddalena Odero, Nicolò Odero, Caffaro, Giulia, Marin Sanudo e Minatitlan; il sommergibile olandese O 23 silurò il Maddalena Odero e la Pegaso, insieme alla Sirtori, ne assunse la scorta verso Lampedusa, ma il 18 il mercantile venne finito da un attacco aereo (le altre unità del convoglio arrivarono a Tripoli il 19).
Il 22 agosto la Pegaso e la Cigno salparono da Palermo per scortare a Tripoli il trasporto militare Lussin, il piroscafo Alcione (a rimorchio del Lussin) e la pirocisterna Alberto Fassio; nel corso della stessa giornata il sommergibile britannico Upholder silurò ed affondò la Lussin al largo di Capo San Vito.
Il 27 agosto la torpediniera, partita da Trapani, venne inviata a rafforzare la scorta – cacciatorpediniere Euro ed Oriani e torpediniere Orsa, Procione e Clio – di un convoglio formato dai piroscafi Ernesto ed Aquitania, dalla motonave Col di Lana e dalla nave cisterna Pozarica, in navigazione da Napoli a Tripoli; lo stesso giorno il convoglio fu attaccato due volte dal sommergibile HMS Urge, che mancò la Pozarica ma danneggiò l’Aquitania (che dovette rientrare a Trapani assistito dall’Orsa), eludendo poi la reazione della Clio; le altre navi giunsero a destinazione il 29.
Il 10 settembre le torpediniere Pegaso, Procione, Orsa e Circe (cui il 13 si aggiunse il Perseo) ed i cacciatorpediniere Fulmine ed Oriani lasciarono Napoli di scorta ad un convoglio (piroscafi Temben, Caffaro, Nicolò Odero, Nirvo, Giulia e Bainsizza) diretto in Libia, che il 12 settembre venne attaccato da aerei britannici Fairey Swordfish dell'830° Squadron a nordovest di Tripoli: il Caffaro affondò in posizione 34°15' N e 11°54' E, mentre il Tembien ed il Nicolò Odero rimasero danneggiati; quest'ultimo venne finito l'indomani in posizione 32°51' N e 12°18' E da un altro attacco aereo, dopo che il resto del convoglio era giunto a Tripoli.
Il 29 settembre la Pegaso ed un'altra torpediniera, la Calliope, partirono da Napoli di scorta ai piroscafi Savona e Castellon diretti a Tripoli: il 2 ottobre il convoglio venne attaccato dal sommergibile HMS Perseus che tentò infruttuosamente di silurare il Savona ma colpì il Castellon, che affondò in posizione 32°30' N e 19°09' E (ad una decina di miglia da Bengasi).
Il 4 novembre la Pegaso salpò da Brindisi per Bengasi di scorta ai piroscafi Bosforo e Savona, ma quattro giorni dopo, lasciato l'Adriatico, il convoglio venne pesantemente attaccato dall'aviazione di stanza a Malta: il Savona venne danneggiato e rientrò a Brindisi, mentre Pegaso e Bosforo ripararono temporaneamente a Navarino, da dove poi ripartirono giungendo a Bengasi il 12.
Il 20 novembre la torpediniera lasciò Bengasi per di scorta alla nave cisterna Berbera, giungendo a Navarino quattro giorni più tardi. Il 29 novembre la Pegaso lasciò il porto greco scortando, insieme alla torpediniera Aretusa, la nave cisterna Volturno; nel corso della stessa giornata la Volturno venne danneggiata dall'aviazione maltese e costretta a tornare in porto.
Il 13 dicembre, nell'ambito dell'operazione «M 41», la Pegaso partì da Taranto per scortare a Bengasi, insieme ai cacciatorpediniere Pessagno e Usodimare, le motonavi Monginevro, Napoli e Vettor Pisani (la «M 41» fu però poi interrotta).
Il 16 dicembre salpò da Taranto (operazione «M 42») per scortare in Libia, insieme al cacciatorpediniere Saetta, il convoglio «N», composto dalla motonave tedesca Ankara: dopo aver navigato in gruppo con il convoglio «L» diretto a Tripoli (3 motonavi e 6 cacciatorpediiniere) il 18 le due navi, al largo di Misurata, si separarono dalla formazione e diressero per Bengasi.
Alcune fonti attribuiscono ad un'azione con bombe di profondità da parte della Pegaso l'affondamento del celebre sommergibile britannico Upholder, l'unità subacquea britannica che aveva raccolto i maggiori successi, gran parte dei quali a danno di unità della Regia Marina. Alle quattro del pomeriggio del 16 aprile 1942, infatti, la Pegaso, al comando del capitano di corvetta Francesco Acton, ricevette una segnalazione di un idrovolante CANT Z.506 della 170ª Squadriglia dell'83º Gruppo di Ricognizione Marittima di Augusta, che diceva di aver avvistato una scia prodotta verosimilmente dal periscopio di un sommergibile. La Pegaso passò quindi all'attacco, ritenendo di aver affondato l’Upholder in posizione 34°47' N e 15°55' E. In realtà recenti ricerche hanno invece appurato che lo stesso pilota dell'aereo si era accorto, seppure in ritardo, che la scia non apparteneva al periscopio di un'unità subacquea, bensì ad alcuni delfini, e che contro questi era stata erroneamente diretta la caccia della Pegaso. Considerando anche che difficilmente l’Upholder avrebbe potuto trovarsi nel punto in cui avvenne l'attacco della torpediniera, è più probabile che il sommergibile sia stato affondato da aerei tedeschi il 14 aprile, o sia saltato su mine tra l'11 ed il 12 aprile.
Il 4 luglio la Pegaso stava scortando un convoglio di tre mercantili nel Golfo della Sirte quando questi venne attaccato dal sommergibile britannico Turbulent: nessuna nave fu colpita, e parimenti la torpediniera, nonostante la violenza reazione con bombe di profondità, non riuscì a colpire l'unità subacquea nemica.

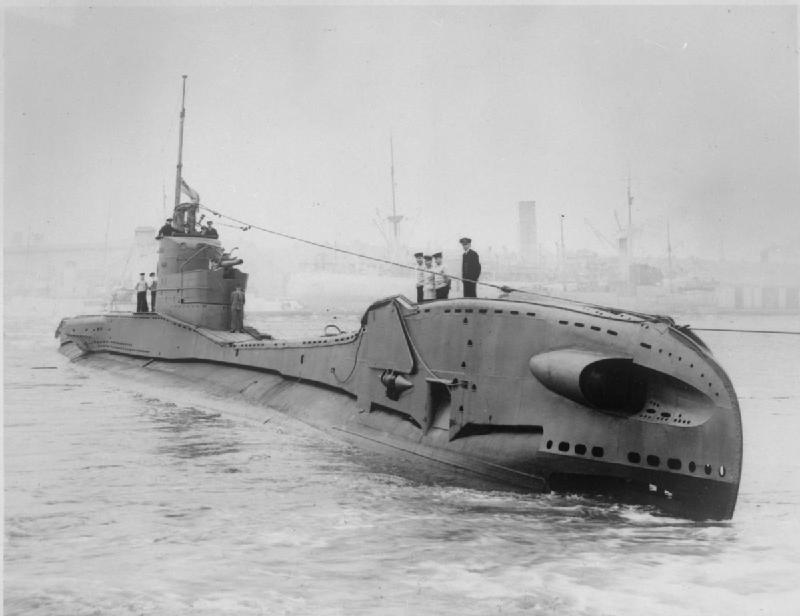
Il sommergibile britannico Thorn, affondato dalla Pegaso il 6 agosto 1942

Alle 12.30 del 6 agosto 1942 la Pegaso stava scortando un convoglio una trentina di miglia a sudovest dell'isolotto di Gaudo (Creta), quando da bordo della torpediniera venne visto uno dei velivoli della scorta aerea che sembrava intento a mitragliare la superficie del mare; quattro minuti più tardi la Pegaso rilevò un sommergibile in immersione ed effettuò quindi sette passaggi lanciando bombe di profondità e perdendo infine il contatto: il probabile risultato di tale azione fu l'affondamento, in posizione 34°25' N e 22°36' N, senza superstiti, del sommergibile britannico Thorn.
Il 19 ottobre la Pegaso (al comando del tenente di vascello Gian Luigi Sironi) stava scortando un convoglio da Napoli a Tripoli quando, alle 12.58, il piroscafo Beppe venne silurato dal sommergibile britannico Unbending o da aerei: la Pegaso, mentre ancora imperversava l'attacco, prese a rimorchio la nave colpita e la trainò sino a Pantelleria, portandola al riparo delle batterie contraeree; a quel punto, però, un aerosilurante attaccò provenendo dalle colline dell'isola ed affondò il Beppe, vanificando tutti gli sforzi compiuti.
Nel 1943 la Pegaso venne riclassificata torpediniera di scorta. La nave venne inoltre dotata, in seguito a nuovi lavori, di altre 3 mitragliere da 20/70 mm.
Il 20 febbraio 1943 il Pegaso fu inviato a rafforzare la scorta della nave cisterna Thorsheimer (carica di 13.000 tonnellate di carburante) e del piroscafo Fabriano (con a bordo truppe e 1700 tonnellate di provviste e munizioni), partiti da Napoli per Biserta con la protezione delle torpediniere Animoso ed Orione. Alle 19.40 di quel giorno il convoglio evitò senza danni un primo attacco da parte di bombardieri ed aerosilurante, ma durante la successiva sosta a Trapani un attacco aereo notturno colpì il Fabriano, obbligandolo a restare in porto. La petroliera con le tre torpediniere di scorta ripartì nel mattino del 21 ma subito dopo la partenza venne mitragliata da aerei, con il ferimento a morte del comandante ma nessun serio danno materiale; sopraggiunse poi una poderosa scorta di 14 aerei (10 caccia della Luftwaffe e 4 idrovolanti della Regia Aeronautica). Alle 14.25, una ventina di miglia a meridione di Marettimo, il convoglio fu assalito da otto bombardieri britannici, scortati da 12 caccia: colpita da due bombe (una delle quali però rimasta inesplosa), la Thorsheimer rimase immobilizzata con incendio a bordo. Pegaso ed Animoso fornirono assistenza alla nave colpita, mentre l’Orione ne recuperava l'equipaggio per poi dirigere su Trapani; al contempo vennero fatti partire dal porto siciliano due rimorchiatori per trainare la petroliera. Durante l'attesa, tuttavia, verso le otto di sera, una formazione di aerosiluranti attaccò la Thorsheimer: dopo un violento scontro in cui furono abbattuti tre aerei alleati (due dalle torpediniere ed uno dalla scorta aerea) e due dell'Asse (uno Junkers Ju 88 tedesco ed un CANT Z.506 italiano), la petroliera fu centrata da uno o più siluri ed esplose.
Il 3 marzo, durante una scorta con mare forza 8 al largo di Favignana, la Pegaso speronò accidentalmente la corvetta Antilope: nella collisione entrambe le navi rimasero danneggiate. La Pegaso, in particolare, rientrò dapprima a Trapani, poi, dopo alcune riparazioni d'emergenza, fu trasferita a Venezia, dove nell'aprile 1943 fu sottoposta a lavori di sostituzione della prua (venne applicata quella di una corvetta in costruzione a Monfalcone); durante tali lavori la torpediniera venne inoltre privata dell'ecogoniometro (trasferito sulla corvetta Folaga)
Nel settembre 1943 la Pegaso, al comando del capitano di fregata Riccardo Imperiali, era caposquadriglia del Gruppo Torpediniere di La Spezia, cui appartenevano anche le torpediniere Impetuoso, Libra, Orsa, Ardimentoso ed Orione.

### Armistizio
In seguito all'annuncio dell'armistizio, nella prima mattina del 9 settembre 1943, la nave, al comando del capitano di fregata Riccardo Imperiali di Francavilla, salpò da La Spezia insieme ad Orsa, Orione, Ardimentoso ed Impetuoso, seguita, ad un'ora di distanza, dal resto della squadra navale (corazzate Italia, Vittorio Veneto e Roma, incrociatori leggeri Attilio Regolo, Eugenio di Savoia, Montecuccoli, cacciatorpediniere Artigliere, Fuciliere, Legionario, Carabiniere, Mitragliere, Velite, Grecale, Oriani) per dirigere alla Maddalena. La partenza avvenne così in fretta che gli addetti all'approvvigionamento dei viveri della Pegaso rimasero a terra. Alle 8.40 le cinque torpediniere avvistarono la squadra da battaglia (cui alle 6.15 si erano aggregati anche gli incrociatori Duca d'Aosta, Duca degli Abruzzi e Garibaldi e la torpediniera Libra, provenienti da Genova), ponendosi in avanguardia rispetto ad essa, ed alle 10.30, in seguito all'avvistamento di ricognitori tedeschi, si unirono ad essa, procedendo a zig zag. Intanto, intorno alle nove del mattino, sulla Pegaso un guasto aveva posto fuori uso l'apparato radio ad onde ultracorte, cosa che provocò poi la perdita del contatto con Orione, Libra ed Ardimentoso. Poco dopo mezzogiorno le torpediniere giunsero nelle acque prospicienti La Maddalena, ma a quel punto la Pegaso ricevette la comunicazione in morse, tramite il semaforo di Capo Testa, che la base stava venendo occupata dai tedeschi: le navi dovettero quindi invertire la rotta insieme al resto della flotta, che diresse a nord dell'Asinara. Alle 15.15 del 9 settembre, tuttavia, la formazione fu attaccata da bombardieri Dornier Do 217 tedeschi: dapprima fu leggermente danneggiata la corazzata Italia (da una bomba caduta vicino allo scafo), poi, alle 15.42, la corazzata Roma fu raggiunta da una bomba-razzo che, perforati tutti i ponti, scoppiò sotto la chiglia provocando gravi danni tra i quali una falla nello scafo, danni alle artiglierie contraeree e un locale macchine fuori uso (con riduzione della velocità a 16 nodi); dieci minuti più tardi la stessa nave fu centrata da una seconda bomba in corrispondenza di un deposito munizioni: devastata da una colossale deflagrazione, la Roma si capovolse ed affondò, spezzandosi in due, in 19 minuti, portando con sé 1393 uomini.
Alle 16.09 Pegaso, Impetuoso ed Orsa furono inviate, insieme ai cacciatorpediniere Mitragliere, Fuciliere e Carabiniere ed all'incrociatore Attilio Regolo, a soccorrere la corazzata in affondamento; l’Impetuoso recuperò 47 superstiti, Orsa e Pegaso 55, il Regolo 17, i tre cacciatorpediniere trassero in salvo in tutto 503 uomini. Dopo aver vanamente ispezionato la superficie del mare alla ricerca di altri sopravvissuti, le tre torpediniere fecero rotta verso nordovest, ma alle 19 furono attaccate da un gruppo di caccia e bombardieri tedeschi, che le mitragliarono e bombardarono: manovrando ad elevata velocità e facendo fuoco con tutto l'armamento contraereo, le tre navi, evitate di strettissima misura parecchie bombe, uscirono quasi indenni dall'attacco alle 20.30. Pegaso e Impetuoso abbatterono con le proprie mitragliere tre o quattro velivoli tedeschi, riducendo il munizionamento antiaereo a meno della metà. Su Pegaso, tra l'altro, erano imbarcati quattro marinai tedeschi addetti al funzionamento di una mitragliera quadrupla, che dovettero fare fuoco contro i propri velivoli. Le colonne d'acqua prodotte dagli ordigni finiti in mare spesso si riversavano a bordo della nave, giungendo ad allagare i locali caldaie attraverso le condotte di aerazione. Nelle ore successive le tre torpediniere, rimaste isolate e senza ordini, cercarono di ricongiungersi alla squadra italiana, senza sapere dove fosse, tentarono infruttuosamente di soccorrere il cacciatorpediniere Vivaldi, poi, all'1.30 del 10 settembre, Pegaso ed Impetuoso diressero per le Baleari, dove già si era diretta l’Orsa, avendo ormai quasi esaurito il carburante. In questo lasso di tempo sia la Pegaso che l’Impetuoso chiesero più volte informazioni via radio a Supermarina ed alle altre unità della squadra, ma non ricevettero alcuna risposta. Alle 7.50 fu avvistato un ricognitore tedesco, ed alle 8.37 venne ricevuto un messaggio di Supermarina che ordinava di dirigere a Bona, ma dato il ritardo della comunicazione, che rendeva incerta la veridicità dell'ordine, la presenza di feriti gravi a bordo ed il fatto di essere ormai giunti nei pressi di Minorca, i comandanti delle due navi presero la decisione di proseguire, ed alle 11.15 diedero fondo nella baia di Pollensa.

#### L'autoaffondamento
Dopo aver sbarcato i feriti, tra mezzanotte e le due di notte dell'11 settembre Pegaso ed Impetuoso ripartirono per autoaffondarsi: i comandanti delle due navi, i capitani di fregata Riccardo Imperiali di Francavilla e Giuseppe Cigala Fulgosi, d'accordo con gli equipaggi, avevano infatti preso tale decisione per non dover consegnare le navi agli Alleati (ovvia conseguenza del prevedibile internamento alle Baleari) od ai tedeschi. Le torpediniere sostarono in mezzo alla baia dove calarono tutte le imbarcazioni, poi, con a bordo equipaggi ridotti al minimo (17 uomini sul Pegaso e 10-11 sull’Impetuoso), proseguirono sino a portarsi in acque profonde oltre cento metri, sufficienti ad impedire un recupero delle due unità; quindi – tra le cinque e le sei del mattino dell'11 settembre 1943 – venne issata la bandiera di combattimento, distrutti i documenti segreti ed aperti oblò, saracinesche e valvole di presa a mare (un altro provvedimento adottato sulla Pegaso fu di travasare tutto il carburante rimasto nei serbatoi del lato sinistro, in modo da favorire lo sbandamento), dopo di che i comandanti e gli uomini rimasti a bordo presero posto sulle uniche due scialuppe rimaste. Dopo circa un'ora di agonia la Pegaso e l’Impetuoso affondarono di poppa, una dopo l'altra: la Pegaso scomparve per prima sotto la superficie, sbandando sulla sinistra, immergendo la poppa ed impennando la prua (che si spezzò all'altezza del cannone prodiero, più o meno in corrispondenza di dove era stata sostituita alcuni mesi prima). L'affondamento avvenne in 56 minuti. La scialuppa della Pegaso venne rimorchiata a riva da un peschereccio spagnolo.
Gli equipaggi delle due navi furono internati per dieci mesi dalle autorità spagnole delle Baleari, venendo obbligati a lavorare con scarso vitto.
Il relitto della Pegaso, già individuato una prima volta da un pescatore di corallo nel 1986, è stato ritrovato ed identificato nel 2001. La nave giace su di un fondale di 95 metri, coricata sul lato di sinistra, orientata per 160°, con la zona prodiera e l'estrema poppa piuttosto danneggiate.